# Walentin Iwanowitsch Muratow
Walentin Iwanowitsch Muratow (russisch Валенти́н Ива́нович Мура́тов; * 30. Juli 1928 in Serpuchow; † 6. Oktober 2006 in Moskau) war ein erfolgreicher sowjetischer Turner. 

## Karriere
Muratow war Mitglied der Burewestnik-Sportvereinigung und gehörte 1952 dem sowjetischen Kader bei den Olympischen Sommerspielen in Helsinki an. Dort gewann er mit seinem Team die Goldmedaille im Mannschaftsmehrkampf. Die Weltmeisterschaften im Gerätturnen in der italienischen Hauptstadt Rom zwei Jahre darauf verliefen für ihn ebenfalls sehr erfolgreich, da er insgesamt vier Medaillen erringen konnte. Auf Grund dieser guten Leistungen nominierte man ihn 1956 abermals für die Olympischen Spiele in Melbourne. Muratow vermochte es, seine vorherigen Leistungen noch zu steigern und gewann sowohl im Bodenturnen als auch im Sprung und im Mannschaftsmehrkampf die Gold- und darüber hinaus im Ringeturnen die Silbermedaille, was ihn zu einem der erfolgreichsten Athleten der Spiele machte.
Walentin Muratow war mit Sofia Iwanowna Muratowa verheiratet und starb wenige Tage nach seiner Frau.